# بلايناو غوينت (دائرة انتخابية في المملكة المتحدة)
بلايناو غوينت  (بالإنجليزية: Blaenau Gwent)‏ هي إحدى الدوائر الانتخابية في المملكة المتحدة الممثلة في مجلس العموم في برلمان المملكة المتحدة.
عضو البرلمان الذي يمثلها حالياً هو :Dai Davies (Ind).